# Caleta Quetén
Caleta Quetén —o simplemente Quetén— es una localidad costera de Chile que pertenece administrativamente a la comuna de Hualaihué, provincia de Palena, Región de los Lagos. Se encuentra ubicada al sur del seno de Reloncaví. 
Quetén en lengua indígena significa lugar de quete-quete.
Uno de los oficios más destacados es la construcción de botes y lanchas a través de astilleros artesanales.
Queten se encuentra a 4 km de Rolecha, a 5 km de Chauchil, a 10 km de Lleguimán y 19 a kilómetros de Hualaihué Puerto.